# Charles O’Bannon
Charles Edward O’Bannon (ur. 22 lutego 1975 w Bellflower) – amerykański koszykarz, grający na pozycji rzucającego obrońcy, bądź niskiego skrzydłowego.
W 1993 wystąpił w meczu gwiazd amerykańskich szkół średnich – McDonald’s All-American.
Po ukończeniu szkoły średniej w 1993 rozpoczął występy w barwach renomowanej uczelni UCLA, u boku swojego starszego brata Eda. Jako debiutant notował 11,6 punktu, 6,8 zbiórki, 1,6 asysty, 1,4 bloku oraz 1,1 przechwytu. W kolejnym sezonie średnia zdobywanych punktów wzrosła do 13,6. Zespół Bruins zdobył wtedy mistrzostwo NCAA, a tytuł MVP przypadł w udziale Edowi. W mistrzowskim składzie znajdowali się także inni znani z późniejszych występów w NBA zawodnicy tj.: Tyus Edney czy Jiří Zídek. Młodszy z braci rozegrał jeszcze dwa sezony na UCLA, uzyskując w ostatnim średnie 17,7 punktu, 6,9 zbiórki, 2,4 asysty i 1,1 przechwytu.
W 1997 Charles przystąpił do draftu NBA, w którym został wybrany z numerem 31 ogólnej listy przez klub Detroit Pistons. Jako pierwszoroczniak wystąpił w 30 spotkaniach, osiągając 2,1 punktu oraz 1,1 zbiórki na mecz. Swojego debiutu nie mógł zaliczyć do zbyt udanych. W kolejnym sezonie spędzał na parkiecie średnio 9,2 minuty w każdym z 18 rozegranych gier. Notował 3,1 punktu i 1,9 zbiórki na mecz. 22 stycznia został zwolniony przez klub, po czym zatrudniono go ponownie 4 dni później. Na koniec sezonu udało mu się zaliczyć 4 spotkania w play-off. Po zakończeniu sezonu rozstał się definitywnie z NBA i los przywiódł go do Polski, gdzie zasilił zespół obrońców tytułu Śląsk Wrocław. W trakcie sezonu był jednym z najlepszych zawodników, co zaowocowało powołaniem do meczu gwiazd PLK. Wrocławski zespół dominował podczas rozgrywek, sięgając po kolejny tytuł mistrzowski. O’Bannon otrzymał tytuł MVP finałów.
Z Polski udał się do Japonii. W trakcie rozgrywek 2002/03 przeszedł do włoskiego Benettonu Treviso, z którym sięgnął po tytuł mistrza Włoch. W zespole grywał z dawnym kolegą ze studiów Tyusem Edneyem. Po tym epizodzie powrócił do Japonii. Na przestrzeni ostatniej dekady zdobył tam trzy mistrzostwa kraju, tytuł MVP sezonu regularnego (2007) oraz wiele innych rozmaitych nagród i wyróżnień.

## Osiągnięcia
Na podstawie, o ile nie zaznaczono inaczej.
NCAA
- Mistrz NCAA (1995)[7]
- Uczestnik rozgrywek:
  - Elite Eight turnieju NCAA (1995, 1997)
  - turnieju NCAA (1994–1997)
- Mistrz sezonu regularnego konferencji PAC 10 (1995–1997)
- Wybrany do:
  - I składu:
    - Pac-10 (1996, 1997)
    - najlepszych pierwszoroczniaków Pac-10 (1994)

Drużynowe
- Mistrz:
  - Polski (2000)
  - Włoch (2003)
  - Japonii (2002, 2006, 2007)
- Wicemistrz Japonii (2001, 2008)

Indywidualne
- MVP:
  - finałów PLK (2000)
  - ligi japońskiej (2007)
- Zagraniczny MVP sezonu ligi japońskiej (2007)
- Najlepszy:
  - rezerwowy PLK (2000 według Gazety)[8]
  - debiutant z zagranicy PLK (2000 według Gazety)[8]
  - skrzydłowy roku ligi japońskiej (2007, 2008)
- 4-krotny uczestnik japońskiego meczu gwiazd – JBL All-Star Game (2003, 2006, 2007, 2010)
- Zaliczony do:
  - I składu JBL All-League (2006–2008)
  - II składu JBL All-League (2009)
  - składu najlepszych obcokrajowców – JBL All-Imports Team (2007–2009)

## Statystyki
- UCLA – 124 mecze: 14,4 pkt., 6,4 zbiórek i 2,5 asysty na mecz,
- NBA – 52 mecze: 2,4 pkt., 1,3 zbiórek i 0,6 asysty na mecz,
- Puchar Saporty – 6 meczów: 6 pkt., 1,7 zbiórek i 0,3 asysty na mecz.